# 尼子站
尼子站（日语：／ Amago eki */?）是位於滋賀縣犬上郡甲良町尼子，近江鐵道本線的車站。車站編號為OR10。

## 歷史
- 1911年（明治44年）6月1日 - 車站啟用[1]。
- 2002年（平成14年）11月5日 - 車站向貴生川一方遷移100米[2]。
- 2003年（平成15年）11月3日 - 第二代車站大樓啟用。

## 構造
車站是一座地面車站，設有1面2線的島式月台。在2003年開始設置列車交會設備。站内配線為一線通過方式。靠近新幹線高架橋的路軌可從兩方向進站與離站，因此該路軌可讓列車折返。另外，在設置列車交會設備差不多時期，車站內增設車站大樓，大樓內同時為一座社區中心。此站是無人車站。

## 周邊
站前設有親水公園。
- 舊中山道
- 甲良町立甲良西小學
- 甲良神社
- 古河AS（日语：古河AS）
- JA東琵琶湖厚生社配送中心

### 巴士路線
站前設有湖國巴士的巴士路線與預約型合乘的士「愛之的士甲良」，前往河瀨站、富之尾方向。

## 相鄰車站
近江鐵道
■本線（湖東近江路線）
高宮（OR07）－尼子（OR10）－豐鄉（OR11）

## 外部連結
- 尼子站 （页面存档备份，存于）（各站資訊）- 近江鐵道（日語）